# Ivana Lomová
Ivana Lomová (* 22. listopadu 1959 v Praze) je česká malířka. Žije a pracuje v Praze.

## Životopis
Studovala na gymnáziu Jana Keplera a poté na fakultě architektury ČVUT v Praze v letech 1978–1983. V 80. letech začínala jako kreslířka a ilustrátorka. Ilustrovala přes 25 knih, převážně pro děti a mládež, spolupracovala s nakladatelstvím Albatros a přispívala ilustracemi do novin a časopisů. Věnovala se též komiksu (Anča a Pepík či Biblické příběhy pro časopis Mateřídouška) a kreslenému filmu Večírek z roku 1990. Posléze se věnovala též litografii.
Od devadesátých let 20. století se postupně těžiště její práce přesouvá k volné tvorbě. V současné době[kdy?] maluje obrazy, převážně technikou olejomalby. Většinou tvoří v tematických cyklech.

## Tvorba
Charakteristické pro její ranou kreslířskou a grafickou tvorbu je ironie a znaky české grotesky, s jejíž pomocí s nadsázkou komentuje stav české společnosti a její vliv na duši jedince. Důležitá jsou pro autorku témata týkající se společenských a rodinných rituálů, vztahů mezi blízkými lidmi, zvláště mezi mužem a ženou.
Kolem roku 2000 začíná pracovat s fotografií a její umělecká tvorba se přiklání k objektivnějšímu zpracování skutečnosti bez otisku pocitů samotné výtvarnice, ať vášně či ironie. Obrazy Ivany Lomové, ač přepisy reality zachycené ve fotografii, jsou ve výsledku interpretací viděného. Autorka transponuje, vynechává, vybírá, přidává, spoléhá se též na svou fantazii, prožitky, emoce. Vytváří tak obrazy, jež se noří hlouběji než fotografie. Na první pohled obyčejné scenérie, na pohled druhý silný prožitek a úvaha o zobrazovaném.

### Samostatné výstavy – výběr
- 1997 Život je dobrý – Galerie Malá Špálovka, Praha
- 1999 Muži a ženy – Galerie Václava Špály, Praha
- 2000 Pod Dekou – Galerie MXM, Praha
- 2001 Ivana Lomová  – Galerie Kampf, Basilej, Švýcarsko
- 2002 Ivana Lomová – Galerie Pintner, Frantfurt am Main, Německo
- 2003 Dítě uvnitř – Atrium Pražákova paláce, Moravská galerie, Brno
- 2003 Pod Dekou – České centrum, Berlín
- 2004 Štěstí – Galerie Via Art, Praha
- 2005 Dokud nás smrt nerozdělí – Galerie české pojišťovny, Praha
- 2007 Ivana Lomová – Východočeská galerie v Pardubicích
- 2007 Noc – Galerie Vltavín, Praha
- 2007 Ivana Lomová – Galerie umění, Karlovy Vary, Letohrádek Ostrov
- 2007 Ráj – Galerie Via Art, Praha
- 2008 Pták Ohnivák – Galerie české pojišťovny, Praha
- 2010  Slávia – Galerie Via Art, Praha
- 2010  Sesterstvo – Galerie Fotografic, Praha
- 2010  Kočka a já – Galerie 5. patro, Praha
- 2011 Kavárny – Galerie české pojišťovny, Praha
- 2011  Ivana Lomová – Wortnerův dům, Alšova jihočeská galerie, České Budějovice
- 2012 Cestující – Galerie Beseda, Ostrava
- 2012 Ivana Lomová – Galerie u Bílého Jednorožce, Klatovy
- 2013  Voliči – Galerie Vltavín, Praha
- 2015  Obrazy z ložnice – Villa Pellé, Praha

### Cykly maleb
- Muži a ženy 1998–9 – obrazy zabývající se genderovou problematikou
- Dětství 2000–2002 – obrazy inspirované dětstvím vlastním i svých dětí a také psychoanalýzou
- Noc 2002–2007 – klipový příběh z nočního snění. Vidíme scény ze snů i snící v ložnici. Putování v zakázaném lese plném různých symbolů.
- Štěstí 2003–2004 – poněkud ironická série, inspirovaná reklamou 60. až 70. let i tou současnou.
- Čas 2004–2006 – soubor obrazů z pláží v jihoanglického Worthingu, kam odjíždějí lidé na penzi.
- Dokud nás smrt nerozdělí 2002–2004 – dvojportréty manželských dvojic po dlouhodobém soužití.
- Ráj 2006–2008 – cyklus z cest po Guatemale a Itálii z ohromení krásou přírody. První setkání s džunglí – jako s kolébkou života.
- Samota 2007–2009 – soubor obrazů z interiérů, častým motivem jsou okna.
- Kavárny 2009–2011 – meditativní výjevy z poloprázdných pražských kaváren
- Cestující 2011–2013 – obrazy z prostředí vlaků a nádraží

### Ilustrace
- Jiří Brázda: Notářský pitaval, Práce, Praha 1987
- Olga Krejčová: Moc volná kůže, Albatros, 1987
- Hlavní města Evropy, Albatros, Praha, edice OKO, 1989
- Dina Rubinová: Dům za zelenými vrátky, Albatros, 1989
- Anča a Pepík na stopě (s Lucií Lomovou), Ilustrované sešity 133, Panorama, Praha 1989
- Encyklopedie mladého manželství, Lidové nakladatelství, 1989
- Miep Diekmannová: Annejet má problémy… (ad. 3 díly), Ivo Železný, Praha 1992
- Enid Blytonová: Záhada…, 6 dílů detektivek pro děti, Albatros, 1994-1998
- Jan Černý: Biblické příběhy – komiksový seriál pro časopis Mateřídouška – 56 dílů, 1992-1995

### Bibliofilie
2005, nakladatelství Aulos – Ladislav Klíma : Slavná Nemesis

### Animovaný film
- Večírek – 10 minut, (námět, scénář, výtvarník), režie Boris Baromykin, Krátký film Praha, 1990.

## Ocenění
- Grafika roku 1994 (Cena Středoevropské galerie a nakladatelství)

## Zastoupena
- Galerie Klatovy / Klenová
- Sbírka umění města Benešova
- Sbírka současného moderního umění města Mikulova
- Sorosovo centrum současného umění, Praha
- soukromé sbírky v České republice i v zahraničí